# Elvetham Heath
Elvetham Heath est une paroisse civile du Hampshire, en Angleterre.